# ノウ・エスタディ・コスタ・ダウラダ
ノウ・エスタディ・コスタ・ダウラダ（カタルーニャ語: Nou Estadi Costa Daurada）は、スペイン・カタルーニャ州タラゴナにあるサッカー専用スタジアム。1972年に開場し、ジムナスティック・タラゴナがホームスタジアムとして使用している。

## 概要
ジムナスティック・タラゴナがそれまで使用していたエスタディ・デ・ラヴィングダ・デ・カタルーニャ（Estadi de l'Avinguda de Catalunya）が手狭になり、拡張する土地がなかったため、1960年代から新スタジアム建設の話が行われていた。1970年に建設工事が起工し、1972年2月2日、FCバルセロナを招待して新スタジアムのこけら落としが開催された。
2017年には翌年に控えた地中海競技大会開催のために改修工事を行い、現在の収容人数である14,591人へと落ち着いた。
スタジアムには4つのスタンドがあり、北と南スタンドは屋根なしの1層構造スタンド。東スタンドは2層構造となっており、唯一屋根のある西スタンドはVIP席を含めた1層構造のスタンドで構成されている。

## ギャラリー

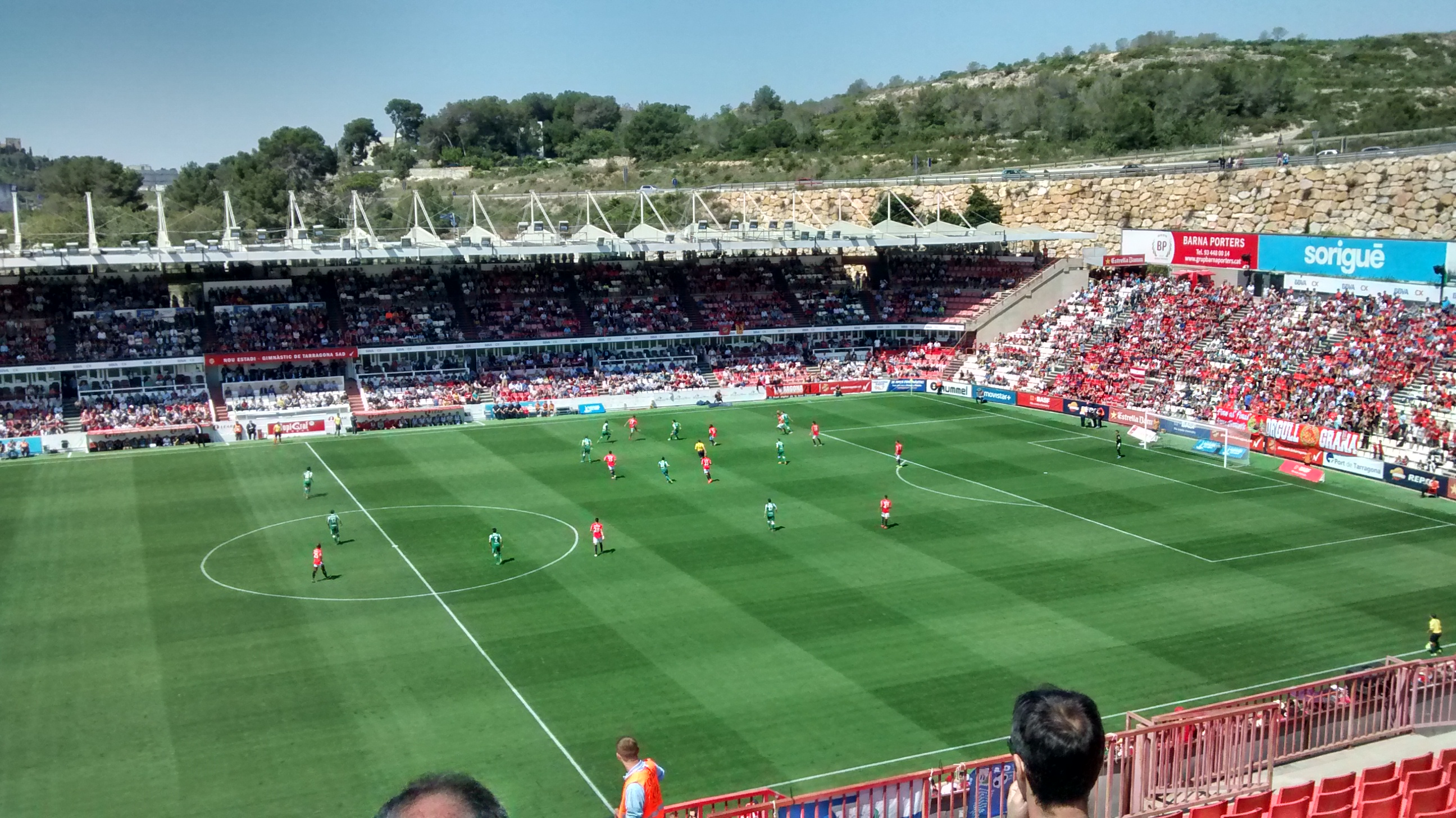
2016年のスタジアム内観
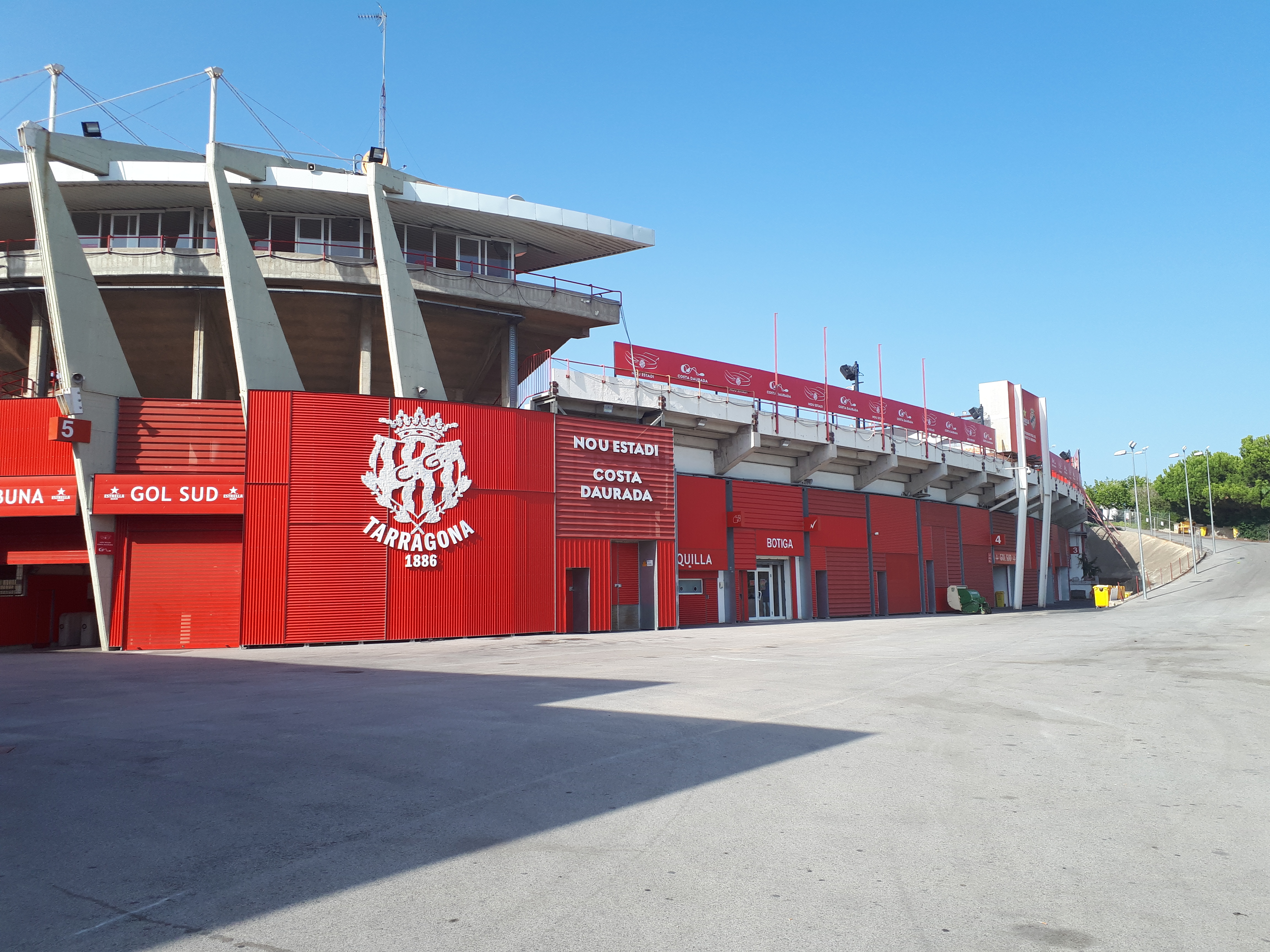
2022年のスタジアム外観
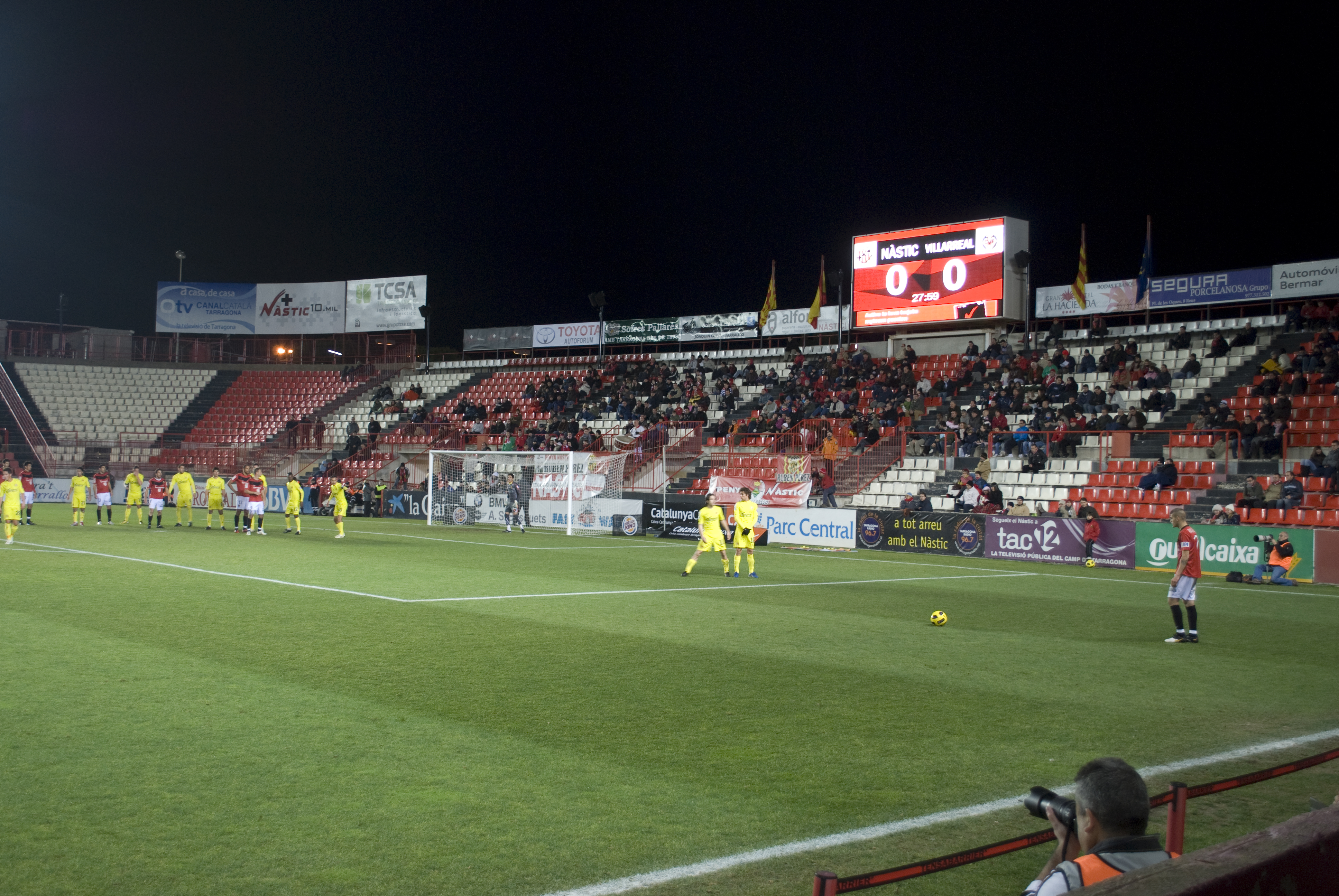
南スタンド
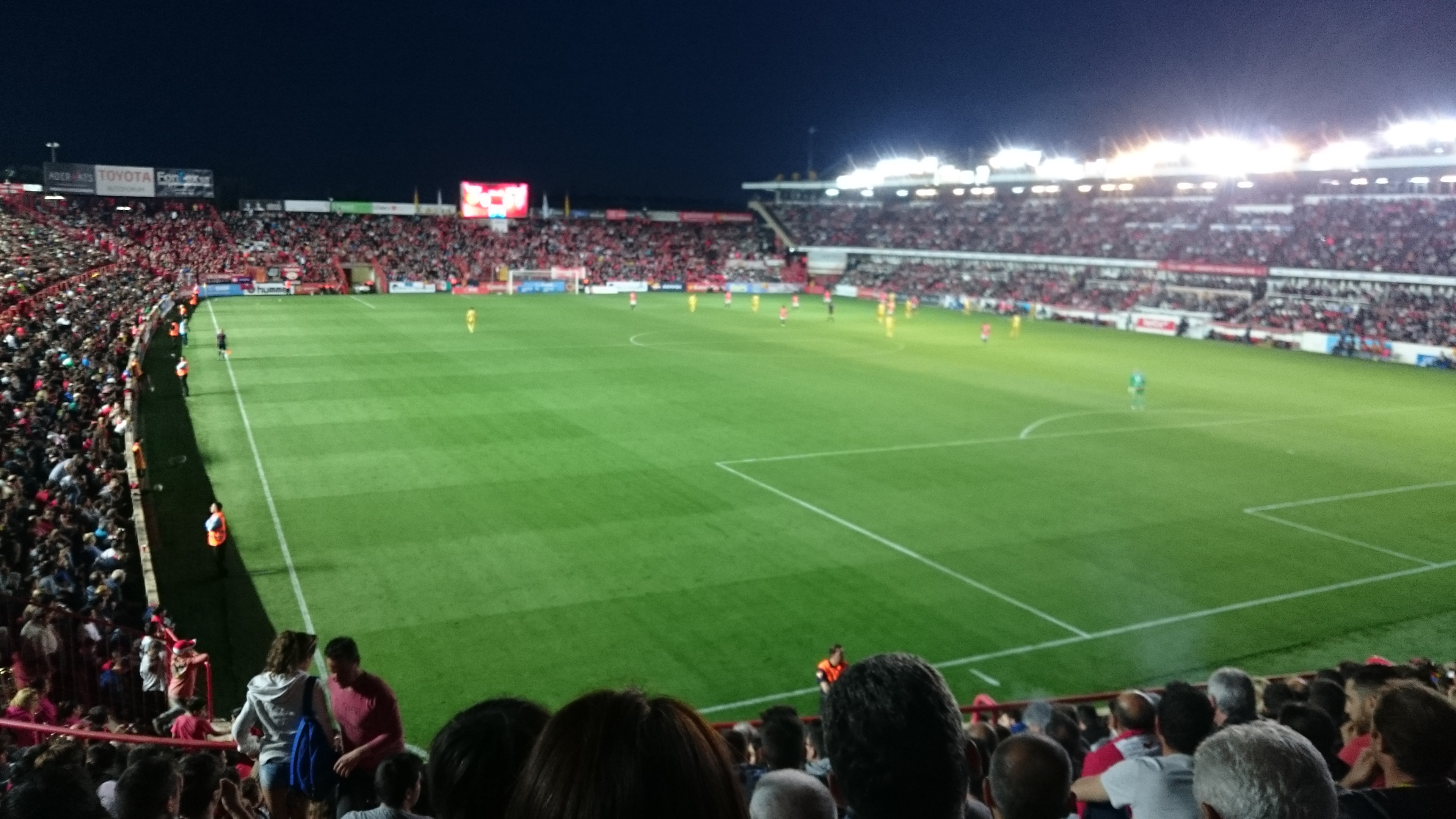
北スタンドからピッチを望む